# Буковіна (Серадзький повіт)
Буковіна (пол. Bukowina) — село в Польщі, у гміні Блашки Серадзького повіту Лодзинського воєводства.
Населення — 240 осіб (2011).
У 1975-1998 роках село належало до Серадзького воєводства.

## Демографія
Демографічна структура станом на 31 березня 2011 року:
|          | Загалом | Допрацездатний вік | Працездатний вік | Постпрацездатний вік |
| -------- | ------- | ------------------ | ---------------- | -------------------- |
| Чоловіки | 129     | 26                 | 85               | 18                   |
| Жінки    | 111     | 19                 | 60               | 32                   |
| Разом    | 240     | 45                 | 145              | 50                   |